# クリストフ・ボーカルヌ
クリストフ・ボーカルヌ（Christophe Beaucarne）は、ベルギーの撮影監督。

## 作品
- ロダン カミーユと永遠のアトリエ Rodin (2017)
- バルバラ セーヌの黒いバラ Barbara (2017)
- 永遠のジャンゴ Django (2017)
- 愛を綴る女 Mal de pierres (2016)
- ヒトラーへの285枚の葉書 Alone in Berlin (2016)
- 神様メール Le tout nouveau testament (2015)
- ロイヤル・ナイト 英国王女の秘密の外出 A Royal Night Out (2015)
- ボヴァリー夫人とパン屋 Gemma Bovery (2014)
- 青の寝室 La chambre bleue (2014)
- 美女と野獣 La belle et la bête (2014)
- ムード・インディゴ うたかたの日々 L'écume des jours (2013)
- 美しい絵の崩壊 Adoration (2013)
- SHIBARI 壊れた二人 Une histoire d'amour (2013)
- マリリン&モナ 踊って、泣いて、輝いて Just Like a Woman (2012)
- ある朝突然、スーパースター Superstar (2012)
- チキンとプラム 〜あるバイオリン弾き、最後の夢〜 Poulet aux prunes (2011)
- フランス、幸せのメソッド Ma part du gâteau (2011)
- さすらいの女神（ディーバ）たち Tournée (2010)
- ミスター・ノーバディ Mr. Nobody (2009)
- ココ・アヴァン・シャネル Coco avant Chanel (2009)
- PARIS (パリ) Paris (2008)
- やわらかい手 Irina Palm (2007)
- カウントダウン 9.11 Quelques jours en septembre (2006)
- そして愛に至る Après la réconciliation (2000)
- ビジター Les couloirs du temps: Les visiteurs II (1998)
- 俺たちは天使だ Les anges gardiens (1995)